# Konstancja Sanguszkowa
Konstancja Kolumba Sanguszkowa z Denhoffów herbu Dzik (ur. w 1716 - zm. w 1791 w Warszawie) – marszałkowa nadworna litewska.
Była córką Stanisława Ernesta Denhoffa hetmana polnego litewskiego i Joanny Katarzyny z Denhoffów, córki Ernesta, wojewody malborskiego. Trzy lata przebywała na dworze macochy Marii Zofii z Sieniawskich, otrzymując tam raczej powierzchowne wykształcenie. 
W 1731 Maria Zofia  wyraziła zgodę na małżeństwo Konstancji z Januszem Aleksandrem Sanguszką. Ślub odbył się 8 sierpnia 1731, jednak w kilka tygodni później mąż, jak się okazało homoseksualista, opuścił żonę. Kilka podjętych przez Pawła Karola Sanguszkę, teścia Konstancji, prób nakłonienia Janusza Aleksandra do powrotu do żony nie powiodło się. W 1751, po śmierci ojca Janusz Aleksander wystąpił o unieważnienie małżeństwa. Sprawa była tak głośna, a wina księcia tak oczywista, że mimo hojnych donacji i łapówek rozwodu nie udzielono.
Sanguszkowa zamieszkała w Gdańsku; w czasach konfederacji barskiej odegrała ważną rolę w przygotowaniach konfederackich w Gdańsku. W jej pałacu odbywały się narady sympatyków. Zaniepokojony magistrat gdański zarządził nawet inwigilację domu księżnej. 4 kwietnia 1780 w Gdańsku wyszła powtórnie za mąż za dużo od niej młodszego hulakę i utracjusza Józefa Rogalińskiego, syna Konstantego. Rogaliński zdołał doprowadzić do podpisania intercyzy, w której Konstancja dziedziczka ogromnej fortuny, powierzyła mu nad nią zarząd i całość uprawnień finansowych. Rogaliński namówił ją do przeniesienia się najpierw do dóbr w Sandomierskiem, a następnie osadził ją w pałacu w Warszawie, przyznając jej bardzo skromne uposażenie. Sam szybko roztrwonił jej majątek. W 1784 Sanguszkowa podjęła próby przeciwstawienia się Rogalińskiemu, wnosząc w październiku i grudniu manifesty do akt Metryki Koronnej. Zarzucała mężowi nadużycie plenipotencji, zagrabienie i roztrwonienie majątku, zabranie sreber, klejnotów, kosztownych numizmatów, mebli i innych ruchomości oraz usuwanie dokumentów z archiwum rodzinnego. By zapobiec całkowitej ruinie dóbr, rozesłała listy do ekonomów, aby nie spełniali poleceń Rogalińskiego, a klucz tetyjowski w województwie bracławskim, na którym miała dożywocie, przekazała swym krewnym Franciszkowi Antoniemu Ledóchowskiemu i jego żonie Ludwice z Denhoffów. 
Zmarła w Warszawie w 1791, zupełnie osamotniona i zrujnowana. Józef Rogaliński został kapitanem w armii Księstwa Warszawskiego, a w maju 1807 komendantem zakładu pułkowego w Rogoźnie.